# Kepler-71b
Kepler-71b es un planeta que orbita a la estrella Kepler-71. Fue descubierto por el método de tránsito astronómico en el año 2014.